# Neseuterpia couturieri
Neseuterpia couturieri är en skalbaggsart som beskrevs av Tavakilian 2001. Neseuterpia couturieri ingår i släktet Neseuterpia och familjen långhorningar. Inga underarter finns listade i Catalogue of Life.